# Carlo IV Malatesta
Carlo IV Malatesta (1480 – Cadore, 4 febbraio 1508) è stato un condottiero italiano.

## Biografia
Figlio naturale di Roberto, nacque nel 1480 e fu legittimato da papa Sisto IV nel 1482.
Armato cavaliere da Alfonso duca di Calabria, nel 1492 fu mandato a Ferrara per addestrarsi alle armi.
Ceduta Rimini dal fratello Pandolfo, fu al soldo della Repubblica di Venezia, dalla quale nel 1503 ebbe condotta alle armi perpetua. Nel 1504 fu inviato in Cadore, per difenderlo contro l'imperatore Massimiliano. Dopo acerrima lotta riuscì nell'impresa, ma mentre entrava nella rocca, fu ucciso da una sassata il 4 febbraio 1508.